# Finala Cupei Confederațiilor FIFA 2005
Finala Cupei Confederațiilor FIFA 2005 a fost un meci de fotbal jucat între Brazilia și Argentina.

## Detalii
| Brazilia                                 | 4 – 1     | Argentina |
| ---------------------------------------- | --------- | --------- |
| Adriano 11', 63' Kaká 16' Ronaldinho 47' | (Cronică) | Aimar 65' |

| Brazilia | Argentina |

| BRAZILIA:               |    |                      |     |     |
|                         |    |                      |     |     |
| GK                      | 1  | Dida                 |     |     |
| RB                      | 13 | Cicinho              |     | 86' |
| CB                      | 3  | Lúcio                |     |     |
| CB                      | 4  | Roque Júnior         |     |     |
| LB                      | 6  | Gilberto             |     |     |
| DM                      | 5  | Emerson              |     |     |
| DM                      | 11 | Zé Roberto           |     |     |
| AM                      | 8  | Kaká                 |     | 86' |
| AM                      | 10 | Ronaldinho (c)       | 28' |     |
| SS                      | 7  | Robinho              |     | 90' |
| CF                      | 9  | Adriano              |     |     |
| Schimbări:              |    |                      |     |     |
| DF                      | 2  | Maicon               |     | 86' |
| MF                      | 19 | Renato               |     | 86' |
| MF                      | 18 | Juninho Pernambucano |     | 90' |
| Antrenor:               |    |                      |     |     |
| Carlos Alberto Parreira |    |                      |     |     |

| ARGENTINA:    |    |                     |     |     |
|               |    |                     |     |     |
| GK            | 12 | Germán Lux          |     |     |
| RB            | 4  | Javier Zanetti      |     |     |
| CB            | 16 | Fabricio Coloccini  | 28' |     |
| CB            | 6  | Gabriel Heinze      |     |     |
| LB            | 15 | Diego Placente      |     |     |
| CM            | 5  | Esteban Cambiasso   | 42' | 56' |
| CM            | 8  | Juan Román Riquelme |     |     |
| RM            | 17 | Lucas Bernardi      |     |     |
| LM            | 3  | Juan Pablo Sorín    | 35' |     |
| CF            | 11 | César Delgado       |     | 81' |
| CF            | 21 | Luciano Figueroa    |     | 72' |
| Schimbări:    |    |                     |     |     |
| MF            | 10 | Pablo Aimar         | 73' | 56' |
| FW            | 7  | Carlos Tévez        |     | 72' |
| MF            | 22 | Luciano Galletti    |     | 81' |
| Antrenor:     |    |                     |     |     |
| José Pekerman |    |                     |     |     |

| Arbitrii asistenți: Roman Slysko Martin Balko Arbitru de rezervă: Peter Prendergast |